# 臨門湊一腳
是一部於2010年上映的公路喜劇片，由陶德·菲利普斯執導，阿倫·R·寇恩、阿倫·弗林德蘭和亞當·希特克共同撰寫，由小勞勃·道尼和查克·葛里芬納奇主演。電影於2010年11月5日上映。
電影分別於拉斯克魯塞斯、亞特蘭大、喬治亞州和塔斯卡盧薩進行拍攝。

## 演員
- 小勞勃·道尼 飾 彼得·海曼
- 查克·葛里芬納奇 飾 伊森·崔布雷
- 蜜雪兒·摩納漢 飾 莎拉·海曼
- 茱莉葉·路易絲 飾 海迪（《重返校園（英语：Old School (film)）》角色）
- 傑米·福克斯 飾 戴瑞·強森
- 麥特·華許（英语：Matt Walsh (comedian)） 飾 運輸安全管理局派員
- RZA 飾 機場安檢人員
- 丹尼·麥布萊 飾 西聯匯款員工朗尼
- 陶德·菲利普斯 飾 貝瑞
- 米米·甘迺迪（英语：Mimi Kennedy） 飾 莎拉媽媽
- 基根-麥可·奇 飾 新爸爸
- 亞倫・魯斯提（英语：Aaron Lustig） 飾 格林醫生
- 馬爾科·羅德里奎（英语：Marco Rodríguez (actor)） 飾 聯邦探員
- 布羅迪·史蒂文斯（英语：Brody Stevens） 飾 司機
- 查理·辛 飾 查理·哈珀（英语：Charlie Harper (Two and a Half Men)）
- 喬恩·克萊爾 飾 艾倫·哈珀（英语：Alan Harper (Two and a Half Men)）

此外，安格斯·瓊斯飾演的傑克·哈珀及亞倫·阿金飾演的彼得爸爸的戲份被删減。

## 原聲帶
臨門湊一腳 (電影原聲帶)於2010年11月2日由水塔音樂發行。

### iTunes 版本
| 曲序 | 曲目                                           | 藝人            | 时长 |
| ---- | ---------------------------------------------- | --------------- | ---- |
| 1.   | Hold On, I'm A Comin'                          | Sam & Dave      | 2:31 |
| 2.   | New Moon Rising                                | 狼母            | 3:47 |
| 3.   | Is There a Ghost                               | 馬的樂團        | 2:59 |
| 4.   | People Are Crazy                               | 比利·克林頓     | 3:51 |
| 5.   | White Room                                     | 奶油樂團        | 4:58 |
| 6.   | This Is Why I'm Hot                            | Mims            | 4:17 |
| 7.   | Sweet Jane                                     | 煙槍牛仔樂隊    | 3:35 |
| 8.   | 奇異恩典                                       | 洛·史都華       | 2:02 |
| 9.   | Check Yo Self 2010 (查克·D和麗莎·凱卡爾拉合唱) | 冰塊酷巴        | 3:25 |
| 10.  | Glaucoma                                       | 克里斯多福·貝克 | 2:13 |
| 11.  | A Good Sign                                    | 克里斯多福·貝克 | 1:36 |
| 12.  | Ethan's Theme                                  | 克里斯多福·貝克 | 1:19 |

附加的歌曲
- Closing Time - 丹尼·麥布萊
- Mykonos（英语：Mykonos (song)） - 海灣之狐
- Old Man（英语：Old Man (song)） (Live at Massey Hall 1971) - 尼爾·楊
- Hey You（英语：Hey You (Pink Floyd song)） - 平克·弗洛伊德
- 男人兩個半主題曲

## 發行
《臨門湊一腳》定於2010年11月5日上映。

### 評價
爛番茄根據190條評論，持有40%的新鮮度，平均得分5.2／10。在Metacritic上，電影獲得了51分。